# Nur-Sultan Challenger I 2021
Il Nur-Sultan Challenger I 2021 anche denominato Forte 100 Challenger è stato un torneo maschile di tennis giocato sul cemento indoor. È stata la terza edizione del torneo e faceva parte della categoria Challenger 100 nell'ambito dell'ATP Challenger Tour 2021. Si è giocato al National Tennis Centre di Nur-Sultan, in Kazakistan, dal 22 al 28 febbraio 2021. La settimana successiva si è tenuta nello stesso impianto la quarta edizione del torneo, che era però di categoria Challenger 125.

## Partecipanti

### Teste di serie
| Nazionalità | Giocatore            | Ranking* | Testa di serie |
| ----------- | -------------------- | -------- | -------------- |
| Kazakistan  | Michail Kukuškin     | 90       | 1              |
| Russia      | Evgenij Donskoj      | 123      | 2              |
| Germania    | Cedrik-Marcel Stebe  | 129      | 3              |
| India       | Prajnesh Gunneswaran | 131      | 4              |
| Svizzera    | Henri Laaksonen      | 139      | 5              |
| Austria     | Jurij Rodionov       | 152      | 6              |
| Slovacchia  | Martin Kližan        | 158      | 7              |
| Slovenia    | Blaž Rola            | 159      | 8              |

* Ranking aggiornato al 15 Febbraio 2021.

### Altri partecipanti
I seguenti giocatori hanno ricevuto una wild card per il tabellone principale:
- Timofej Skatov
- Dostanbek Tashbulatov
- Denis Yevseyev

I seguenti giocatori sono entrati in tabellone come Alternate:
- Ulises Blanch
- Wu Tung-lin

I seguenti giocatori sono passati dalle qualificazioni:
- Bogdan Bobrov
- Pavel Kotov
- Vladyslav Manafov
- Ryan Peniston

I seguenti giocatori sono entrati in tabellone come Lucky loser:
- Ivan Nedelko
- Roberto Quiroz

## Punti e montepremi
| Torneo    | Torneo              | V      | F     | SF    | QF    | 2T    | 1T    | Q | Q2  | Q1  |
| Singolare | Punti               | 100    | 60    | 35    | 18    | 8     | 0     | 5 | 1   | 0   |
| Singolare | Premi in denaro ($) | 14 400 | 8 480 | 5 020 | 2 920 | 1 720 | 1 040 | – | 520 | 260 |
| Doppio    | Punti               | 100    | 60    | 35    | 18    | –     | 0     | – | –   | –   |
| Doppio    | Premi in denaro ($) | 6 200  | 3 600 | 2 160 | 1 280 | –     | 720   | – | –   | –   |

## Campioni

### Singolare
Mackenzie McDonald ha sconfitto in finale  Jurij Rodionov con il punteggio di 6-1, 6-2.

### Doppio
Denys Molčanov /  Oleksandr Nedovjesov hanno sconfitto in finale  Nathan Pasha /  Max Schnur con il punteggio di 6–4, 6–4.